# Évangélisation de rue
L'évangélisation de rue désigne l'ensemble des initiatives, des propositions et des motivations qui portent des groupes de chrétiens à annoncer l'Évangile dans des contextes non institutionnels, parmi lesquels la rue, les places, les plages, les discothèques, les pubs, le métro et les bus, et lors de chaque occasion qui se trouve être en dehors des conventions ecclésiastiques traditionnelles (c'est-à-dire, l'église, ou encore l'homélie et le catéchisme pour l'Église catholique).
Le terme d'« évangélisation de rue » peut donc être synonyme de première annonce de la foi chrétienne et entre plus particulièrement, aujourd'hui, pour ce qui est de l'Église catholique, dans le cadre de la nouvelle évangélisation.

## L'Église catholique et la nouvelle évangélisation

### Les missions de rue
Les missions de rue sont une modalité pastorale de la nouvelle évangélisation. Cette évangélisation de rue spécifique comprend une action de première annonce programmée, structurée et circonscrite dans le temps. Les missions de rue sont des actions pastorales de première annonce, fidèles au modèle biblique de l'annonce. Le missionnaire est présent et œuvre en vertu d'un mandat reçu et, même s'il se trouve être seul, est lié à travers des liens invisibles, mais profonds, à l'activité évangélisatrice de toute l'Église catholique.
Il s'agit d'une pastorale de première annonce qui vise à créer le pont manquant entre la paroisse et la rue, entre l'oratoire et les jeunes.
Les missions de rue durent une ou deux semaines et elles sont des moments qui voient une équipe stable et de nombreux volontaires s'impliquer dans les différentes initiatives d'évangélisation, en collaboration — là où c'est possible — avec d'autres communautés, mouvements, groupes et réalité diocésaine. Après une cartographie minutieuse du territoire, ils rencontrent les jeunes dans les écoles, dans les pubs, dans les discothèques, dans les places, aux stations et où qu'ils se trouvent, les rejoignant avec des colloques, des animations de rue, des spectacles, des rencontres, des tables rondes, des témoignages, des moments de méditations et de prière, des stands et des ateliers.

### Sources
- (it) Cet article est partiellement ou en totalité issu de l’article de Wikipédia en italien intitulé « Evangelizzazione di strada » (voir la liste des auteurs).